# Erie Canal Soda Pop Festival
Le Erie Canal Soda Pop Festival, également connu familièrement sous le nom de Bull Island Rock Festival, est un ancien festival de rock organisé le week-end de la fête du Travail de 1972 près de Griffin, dans l'Indiana, aux États-Unis, sur Bull Island, une bande de terre dans l'Illinois, mais du côté Indiana du Wabash. Une foule estimée à 250 000 personnes a assisté au concert, soit quatre fois ce que les créateurs ont estimé. La nourriture et l'eau étaient rares et le rassemblement a sombré dans un chaos relatif. Une fois le spectacle terminé, le reste de la foule a brûlé la scène principale,.

## Histoire

### Planification
Plusieurs mois avant le festival, les fondateurs Tom Duncan et Bob Alexander ont organisé un petit festival très réussi à Bosse Field à Evansville, Indiana, le Freedom Festival et Ice Cream Social. Ce spectacle comprenait des artistes tels que Ike et Tina Turner, New Riders of the Purple Sage et Edgar Winter. Sur la base de ce succès, Duncan et Alexander ont planifié un festival plus important. Le festival Erie Canal « Soda » Pop était initialement prévu pour Chandler, Indiana, une petite ville près d'Evansville, Indiana. Cependant, diverses batailles judiciaires ont empêché le festival de se produire partout dans l'État de Hoosier. Peu de temps avant le début du concert, les promoteurs ont choisi un site près de Griffin dans le comté de Posey, dans l'Indiana, appelé localement « Bull Island ».
En raison du changement de cours de la rivière Wabash, Bull Island est située à l'est du Wabash, mais fait partie de l'État de l'Illinois. Ainsi, Bull Island était hors de la juridiction des différents tribunaux de l'Indiana. Le gouvernement du comté de White, dans l'Illinois, dans la ville de Carmi, a été surpris que la salle se soit soudainement retrouvée dans son arrière-cour et n'ait pas pu arrêter le concert.

### Concert
Les créateurs de ce festival ont initialement estimé une foule de 55 000 personnes. À l'approche de la fête du Travail, il est devenu évident qu'une foule beaucoup plus nombreuse se rendrait au festival. Comme Bull Island n'était accessible que par deux routes, le trafic était bloqué sur 20 milles (30 km) du festival, ce qui a forcé les festivaliers à s'y rendre à pieds. Étant donné que Bull Island faisait techniquement partie de l'Illinois, mais que le seul accès se faisait par l'Indiana, la protection policière et le contrôle des foules pendant le festival étaient inexistants. La coordination entre la police de l'Indiana et la police de l'Illinois était terriblement inadéquate. Les seuls policiers présents sur le site du festival étaient trois shérifs adjoints du comté de White, dans l'Illinois, essayant de contrôler une foule de 200 000 à 300 000 personnes.
La programmation prévue comprenait Black Sabbath, Joe Cocker, les Allman Brothers, John Mayall, Cheech and Chong, Canned Heat, Fleetwood Mac, Ballin' Jack, Amboy Dukes, Bob Seger, Bang, Ravi Shankar, Albert King, les Doors, Brownsville Station, Mike Quatro, Gentle Giant, Black Oak Arkansas, les Eagles, The Chambers Brothers, Boones Farm, Slade, Birtha, Nazareth et Delbert and Glenn. Cependant, les seuls groupes et interprètes à s'être présenté au festival étaient Flash Cadillac and the Continental Kids, Black Oak Arkansas, Ramatam, Mike Quatro, Bang, Cheech and Chong, Foghat, Albert King, Brownsville Station, Santana, Canned Heat, Peter Banks's Flash, Ravi Shankar, Rory Gallagher, Lee Michaels et Frosty, Amboy Dukes, Farm, CK Thunder, les Eagles, Birtha et Gentle Giant. Vince Vance et les Valiants ont joué après Ted Nugent des Amboy Dukes.

### Difficultés et conséquences
Au cours des trois jours, le festival a sombré dans le chaos. La nourriture et l'eau manquaient. Une pluie torrentielle a détrempé le festival. Un camion apportant de la nourriture au festival a été détourné, pillé et incendié. Lorsque certains vendeurs ont surfacturé la nourriture et les boissons, la foule a retourné de nombreux camping-cars et a volé les vendeurs. Le dimanche soir, des festivaliers affamés ont tué la vache d'un habitant qui se trouvait encore sur l'île, mais n'avait aucun moyen de l'égorger. La drogue était librement disponible dans un « quartier commerçant » improvisé, où les trafiquants exposaient ouvertement leurs produits illégaux. De nombreux groupes ont rapidement annulé et trois spectateurs se sont noyés dans le Wabash.
Les promoteurs ont expliqué plus tard qu'ils avaient vendu 30 000 billets à l'avance pour 20 $ et 25 $ chacun et avaient estimé qu'une foule de pas plus de 55 000 personnes y assisterait. Ainsi, ils n'étaient absolument pas préparés lorsque plus de 200 000 personnes se sont présentées.
À la suite du concert, les promoteurs ont fait l'objet de multiples poursuites judiciaires de la part du propriétaire de Bull Island, des vendeurs, de l'Internal Revenue Service, de l'État de l'Illinois et de l'État de l'Indiana. Le tribunal a reconnu les promoteurs coupables d'outrage au tribunal et leur a infligé une amende de plusieurs milliers de dollars.